# وال آ اوراتی (رودخانه)
وال آ اوراتی(به انگلیسی: Valea Oratii River) نام رودخانه ای در استان پراهووا رومانی است.